# Estação Refinería
A Estação Refinería é uma das estações do Metrô da Cidade do México, situada na Cidade do México, entre a Estação Camarones e a Estação Tacuba. Administrada pelo Sistema de Transporte Colectivo, faz parte da Linha 7.
Foi inaugurada em 29 de novembro de 1988. Localiza-se no cruzamento da Avenida Ferrocarriles Nacionales com a Avenida 5 de mayo e a Avenida Invierno. Atende o bairro Ángel Zimbrón, situado na demarcação territorial de Azcapotzalco. A estação registrou um movimento de 3.841.233 passageiros em 2016.